# 今村洋史
今村 洋史（いまむら ひろふみ、1962年1月28日 - ）は、日本の政治家、精神科医。元衆議院議員（1期）。

## 経歴
宮崎県都城市生まれ、福岡県育ち。埼玉医科大学卒業。精神科医として埼玉県や茨城県で勤務医を務める。その後愛知県一宮市今伊勢町で、医療法人有俊会理事長・いまむら病院院長を務める。
2011年、たちあがれ日本（青年部）に入党し、かけはし塾第一期生となる。
太陽の党を経て、2012年12月の第46回衆議院議員総選挙にて日本維新の会より比例東京ブロック単独（第2位）で立候補し、初当選。
2014年8月、日本維新の会分党にともない次世代の党の結党に参加し、党総務副会長と党選対副委員長に就任した。10月には次期衆院選を想定して選挙区を地元の愛知10区へ構えたが、解散による選挙前倒しにより「準備不足」を理由に立候補を辞退した。
2015年に自由民主党に入党。2017年10月の第48回衆議院議員総選挙では、自民党の比例東海ブロック単独32位で出馬するも落選。
2021年の第49回衆議院議員総選挙に向けては、当初は愛知10区からの出馬を目指したが、自民党東京都連が東京15区（江東区）の候補者として今村を公認申請。しかし、同選挙区を地盤とする柿沢未途衆議院議員が首班指名選挙で岸田文雄自民党総裁に投票するなど自民入りを目指した動きをしていることから、1次公認から漏れた。同年10月15日、自民党は今村、柿沢双方を推薦したうえで無所属とし、小選挙区で当選した方を追加公認することと発表した。10月19日、総選挙は公示され、無所属元職の今村、無所属現職の柿沢、立憲民主党元職の井戸正枝、日本維新の会新人の金澤結衣など計7人が立候補した。10月31日の投開票の結果、柿沢が当選。今村は7人中4番目の得票数で落選した。
2022年11月18日、衆議院選挙区の新しい区割りである「10増10減」の改正公職選挙法案が参議院で可決され、都内の選挙区の数は25から30に増えた。東京9区（練馬区の一部）は東京28区の新設に伴い区域が狭まり、有権者数も大きく減った。2023年7月19日、自民党は次期衆院選に向けて、新しい東京9区に今村を擁立すると発表した。
2024年10月6日、石破茂首相は第50回衆議院議員総選挙に向けて、政治資金パーティー裏金事件で党員資格停止の処分を受けた議員などを公認しないことを決めるとともに、裏金議員43人について比例代表への重複立候補を認めない方針を示した。また、自民党は水面下で、7月に公民権が復帰した菅原一秀を自民党に復党させる方針を決めた（菅原は2021年に公職選挙法違反罪で略式起訴され、罰金40万円、公民権停止3年の略式命令を受けていた）。10月8日、産経新聞は菅原が東京9区から出馬する意向を固めたと報じた。10月9日、自民党の森山裕幹事長は同日付で菅原の復党を了承したと明らかにした。同日、自民党は衆院選の第1次公認候補として計279人の擁立を発表。非公認は6人追加され、その中に今村も含まれた。森山は報道陣から今村か菅原のいずれかを当選後に追加公認するかどうかを問われ「現実的にはそうなるのではないか」と説明した。10月10日、今村は都内の事務所で記者会見し、無所属で出馬する意向を表明した。それから2日後の12日、今村は立候補を断念する意向を固め、13日夕方に事務所を閉鎖した。

## 政策・主張

### 憲法問題
- 憲法改正について、2017年、2021年のアンケートで「どちらかといえば賛成」と回答[28][29]。
- 改正すべき項目として「自衛隊の保持を明記する」「首相の解散権に制約を加える」と主張[30]。
- 憲法9条への自衛隊の明記について、2021年のアンケートで「賛成」と回答[31]。

### ジェンダー問題
- 選択的夫婦別姓制度の導入について、2017年のアンケートでは「反対」と回答[28]。2021年のアンケートでは「どちらかといえば反対」と回答[29]。
- 同性婚を可能とする法改正について、2021年のアンケートで「どちらかといえば賛成」と回答[31]。
- 「LGBTなど性的少数者をめぐる理解増進法案を早期に成立させるべきか」との問題提起に対し、「どちらかといえば反対」と回答[29]。
- クオータ制の導入について、2021年のアンケートで「どちらかといえば反対」と回答[31]。

### その他
- 「原子力発電への依存度について今後どうするべきか」との問題提起に対し、「現状を維持すべき」と回答[31]。
- 女性宮家の創設に反対[32]。
- 日本のTPP参加に反対[32][33]。
- 中選挙区制の復活を主張している[34]。
- 日本の核武装について、検討を始めるべきとしている[32]。

### 不祥事
- 安倍派（清和会）の政治資金パーティ販売収入の中から2022年に220万円のキックバックを受けていた自身の政治団体「黎明の会」の代表として、会計責任者だった者ら3人とともに2024年3月11日に名古屋地検に刑事告発された。20年分～22年分の政治資金収支報告書が全くの未提出だったため。告発したのは2022年から自民党5派閥の不記載事件を告発し続け、裏金事件を調査し続けている上脇博之（神戸学院大学教授・憲法学）。